# Lemrabott Ould Benahi
Lemrabott Ould Benahi (Kiffa, 1966) es un político y diplomático de Mauritania, diplomado en Derecho Económico Internacional y del Desarrollo por la Universidad René Descartes de París y en Relaciones Internacionales por el centro de Estudios Diplomáticos y Estratégicos, también de París.
Hasta 1992 fue profesor en Rosso, Nouadhibou y Atar hasta que pasó a ocupar un puesto diplomático en la embajada mauritana en Irak. Tras una breve estancia en Mauritania, fue destinado como consejero a la embajada en Francia hasta 1998 en que pasó a ocupar un destino en la representación en la Unesco. En 1999 fue Secretario de Asuntos Exteriores en el Ministerio homónimo. Más tarde siguió con su carrera diplomática en Reino Unido, Gambia y Marruecos para regresar en 2006 a Asuntos Exteriores. Tras el proceso de transición democrática, fue nombrado asesor del primer ministro, y ministro de Relaciones con el Parlamento y la Sociedad Civil en julio de 2008 en el gobierno de Yahya Ould Ahmed Waghf.
Tras el golpe de Estado en agosto de 2008 que depuso al Presidente Sidi Ould Cheikh Abdallahi, siguió en funciones y fue uno de los miembros del gabinete que apoyaron el golpe. Fue sustituido por Mohamed Ould Mohamed Abderrahmane Ould Moine en el gobierno surgido después del golpe.